# Johannes Peter Letzmann

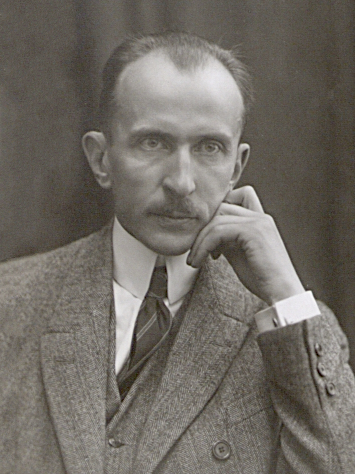
Johannes Peter Letzmann

Johannes Peter Letzmann (* 19. Juli 1885 in Wenden; † 21. Mai 1971 auf Langeoog) war ein estnischer Meteorologe mit besonderem Interesse für Stürme. Erst nach seinem Tod wurde er bekannt für seine  Richtlinien Johannes Letzmanns zur Trombenbeobachtung, -erfassung und -klimatologie von 1937, die es ermöglichen, in Europa die Tornadorisiken regional zu bewerten.

## Leben
Er studierte von 1906 bis 1913 an der Kaiserlichen Universität Dorpat erst Philosophie und Sprachen und dann nach einem Jahr Physik. Alfred Lothar Wegener weckte und förderte sein Interesse an Tornados (bei ihm noch Großtromben genannt) ab 1918. Bis zum Zweiten Weltkrieg dozierte er an der Universität Tartu. 1924 promovierte er dort. Zwischen 1928 und 1933 hielt er sich häufig bei Alfred und Kurt Wegener an der Universität Graz auf und beschrieb die baltische Tornadoallee.
Er war von 1935 bis 1938 Mitglied des Komitees für Wirbelforschung der Internationalen Meteorologischen Organisation (IMO). Diese veranlasste seine Erarbeitung des Richtlinienkatalogs zur Trombenforschung.
Als Deutschstämmiger war er 1939 gezwungen, Estland mit Kriegsbeginn zu verlassen. Nach kurzer Zeit bekam er eine Gelegenheit, nach Graz zu wechseln, wo er bis 1947 weiter arbeitete. Nachdem seine Forschungsmittel gestrichen worden waren, blieb er noch bis 1969 in Österreich und übersiedelte dann in das Altenstift Baltenheim auf Langeoog, wo er 1971 verstarb.

## Werke
- Mitherausgeber von Gerlands Beiträgen zur Geophysik[1]
- Wind- und Wasserhosen in Europa
- Richtlinien zur Erforschung von Tromben, Tornados, Wasserhosen und Kleintromben. IMO, Klimatol. Komm., Publ. 38/1937, Salzburg, S. 91–110.
  - 2. Auflage Graz 1944
- Zur Kinematik und Dynamik stabiler Luftwirbel. 1933
- Das Bewegungsfeld im Fuss einer fortschreitenden Wind- oder Wasserhose

Eesti vabariigi Tartu ülikooli toimetused. Acta et commentationes Universitatis Dorpatensis. A. Mathematica, physica, medica  1923